# Chronologie de la guerre d'Algérie
Dès mars 1954, neuf ans après le massacre de Sétif, est fondé le Comité révolutionnaire d'unité et d'action par les neuf « chefs historiques du FLN », en partie issu de l'OS, dont l'objectif est l'indépendance de l'Algérie par la lutte armée. À l’époque, les partisans de l'indépendance ne sont qu'un millier et ne possèdent que quelques cartouches de dynamite et 32 vieux fusils italiens.

## Principaux événements
- 1er novembre 1954 : déclenchement de l'insurrection armée par le FLN.
- 5 février 1955 : Pierre Mendès France, président du Conseil, propose un plan de réformes en Algérie, mais, mis en minorité, est contraint de démissionner.
- 1er avril 1955 : Edgar Faure, président du Conseil, instaure l'état d'urgence dans une partie de l'Algérie.
- 12 mars 1956 : l'Assemblée nationale vote la loi sur les « pouvoirs spéciaux » pour l'Algérie.
- 20 août 1956 : congrès de La Soummam où le FLN définit sa stratégie.
- 7 janvier 1957 : début de la bataille d'Alger.
- 28 janvier-4 février 1957 : grève générale anticoloniale en Algérie et des travailleurs algériens en France (jusqu’à 80 % de grévistes, et entre 60 et 100 % selon les secteurs). En répression, de nombreux Algériens sont licenciés, d’autres sont enlevés par l’armée ou torturés[2].
- 13 mai 1958 : les Européens prennent le gouvernement général à Alger. Création d'un Comité de salut public à Alger présidé par le général Massu.
- 16 mai 1958 : des manifestations de « fraternisation » entre Européens et Musulmans ont lieu sur la place du Forum à Alger.
- 1er juin 1958 : de Gaulle investi par l'Assemblée nationale, avec pouvoirs spéciaux.
- 4 juin 1958 : de Gaulle dit aux colons d'Alger : « Je vous ai compris ».
- 19 septembre 1958 : le Gouvernement provisoire de la République algérienne (GPRA) dirigé par Ferhat Abbas est formé au Caire.
- 28 septembre 1958 : la nouvelle Constitution est approuvée par référendum. 79 % de oui en métropole, 95 % en Algérie.
- 4 octobre 1958 : naissance de la Ve République.
- 23 octobre 1958 : de Gaulle propose la « paix des braves » au FLN.
- 21 décembre 1958 : de Gaulle élu président de la république.
- 16 septembre 1959 : de Gaulle reconnaît le droit à l'autodétermination du peuple algérien.
- 24 janvier au 1er février 1960 : semaine des barricades.
- 11 décembre 1960 : De grandes manifestations pour l'indépendance de l'Algérie et en soutien au FLN éclatent dans plusieurs villes algériennes et notamment à Alger et ses quartiers populaires.
- 19 décembre 1960 : L'Assemblée Générale des Nations unies adopte une résolution reconnaissant le droit du peuple algérien à l'autodétermination et à l'Indépendance.
- 22 avril 1961 : tentative de putsch des anciens généraux Salan, Challe, Jouhaud et Zeller.
- 17 octobre 1961 : la manifestation des « Français musulmans d'Algérie » à Paris est sévèrement réprimée.
- 18 mars 1962 : signature des accords d'Évian donnant l'indépendance à l'Algérie.
- 26 mars 1962 : fusillade de la rue d'Isly, les militaires ouvrent le feu sur les Européens qui manifestent contre les accords d'Évian : 46 morts et 200 blessés.
- 15 avril 1962 : installation de la Force locale, force mixte de maintien de l'ordre composée de « Musulmans » du contingent (majoritaires) et d'Européens.
- 3 juillet 1962 : reconnaissance par la France de l'indépendance de l'Algérie[3].
- 5 juillet 1962 : déclaration officielle de l'indépendance de l'Algérie.

## Chronologie détaillée

### 1954, Début des hostilités

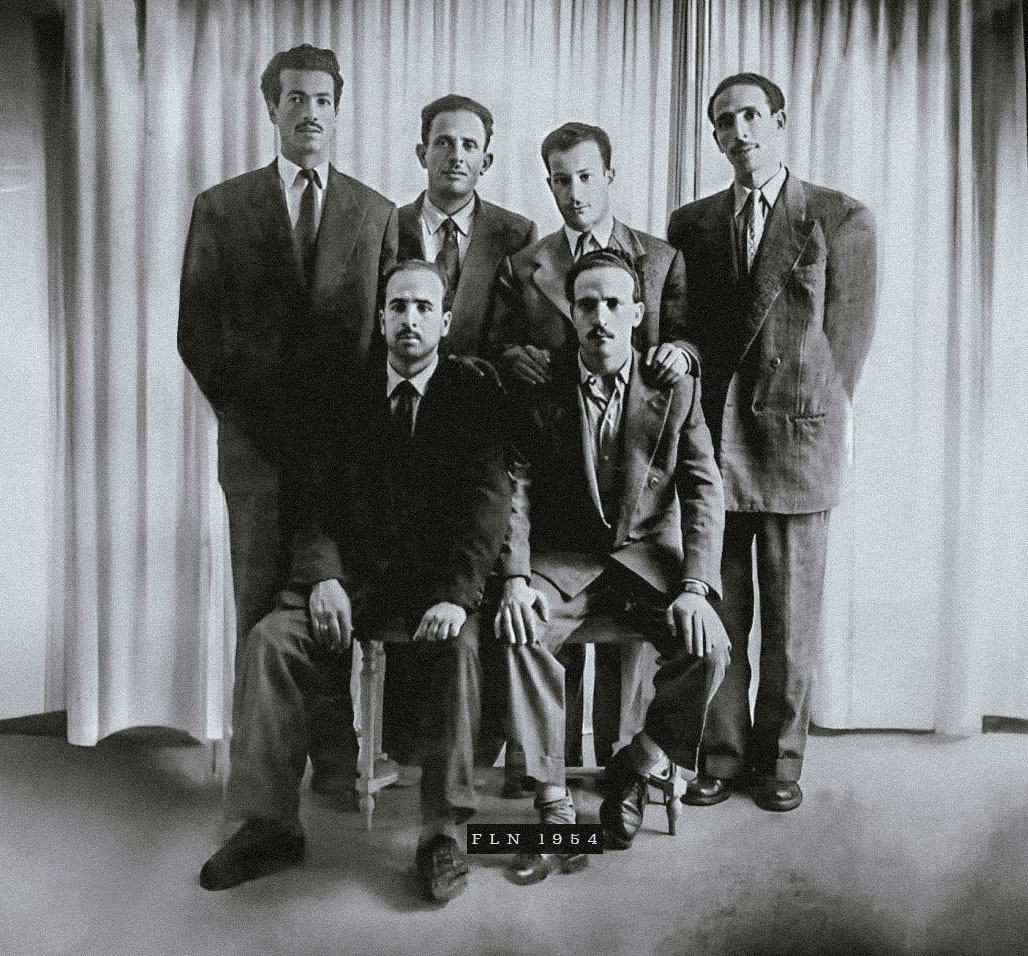
« Groupe des six », chefs du FLN. Photo prise juste avant le déclenchement des hostilités le 1 novembre 1954. Debout, de gauche à droite : Rabah Bitat, Mostefa Ben Boulaïd, Didouche Mourad et Mohammed Boudiaf.
Assis : Krim Belkacem à gauche, et Larbi Ben M'Hidi à droite.

Tôt le matin du 1er novembre 1954, les hommes du FLN déclenchent des attaques dans diverses régions de l'Algérie contre des installations militaires, commissariats, entrepôts, équipements de communications, et des bâtiments publics. Plusieurs soldats et des civils français sont pris pour cible. Parmi les premières victimes, dans les gorges de Tighanimine dans les Aurès, à 7 heures du matin, les maquisards bloquent l'autocar et font descendre ses deux passagers français, un couple d'instituteurs, les Monnerot, et le caïd de la localité voisine de M'chounèche, Hadj Sadok. Ce dernier, ancien officier de l'armée française, est abattu lorsqu'il veut sortir un pistolet de sa gandoura. La rafale tue Guy Monnerot qui se tient à ses côtés. Sa femme est grièvement blessée.
À partir du Caire, le FLN diffuse une émission radiophonique invitant le peuple d'Algérie à s'associer dans une lutte nationale pour la « restauration de l'État algérien, souverain, démocratique et social, dans le cadre des principes de l'islam » et de mettre fin à une colonisation qui dura près d'un siècle et demi :
« Pour prouver notre désir réel de paix, limiter les pertes en vies humaines et les effusions de sang, nous avançons une plate-forme honorable de discussion aux autorités françaises si ces dernières reconnaissent une fois pour toutes aux peuples le droit à disposer d'eux-mêmes.

1. La reconnaissance de la nationalité algérienne par une déclaration officielle abrogeant les édits, décrets et lois faisant de l'Algérie une terre française en déni de l'histoire, de la géographie, de la langue, de la religion et des mœurs du peuple algérien.
2. L'ouverture des négociations avec les porte-parole autorisés du peuple algérien sur les bases de la reconnaissance de la souveraineté algérienne. »

Devant ces attentats, le ministre de l’Intérieur, François Mitterrand (UDSR) répond alors que « L'Algérie, c'est la France… Et qui d'entre vous hésiterait à employer tous les moyens pour préserver la France ? Il y a une grande différence entre la Tunisie et le Maroc, d'une part, et, d'autre part, l'Algérie, qui fait partie de la République ». C'est également la réaction du président du Conseil Pierre Mendès France, qui, quelques mois auparavant, a négocié à Genève la fin de la présence française en Indochine, ces positions reflètent la tonalité de la politique française pendant les cinq années à venir. Le 12 novembre, il déclare à l'Assemblée nationale :
« À la volonté criminelle de quelques hommes doit répondre une répression sans faiblesse. Qu'on n'attende de nous aucun ménagement à l'égard de la sédition, aucun compromis avec elle. On ne transige pas lorsqu'il s'agit de défendre la paix intérieure de la Nation et l'intégrité de la République. Les départements d'Algérie font partie de la République, ils sont français depuis longtemps. Jamais la France, jamais aucun parlement, jamais aucun gouvernement ne cédera sur ce principe fondamental. L'Algérie, c'est la France et non un pays étranger que nous protégeons. »
- Le 2 novembre, Arrestation de plusieurs militants et responsables du M.T.L.D.
- Le 5 novembre, Dissolution du  MTLD. par les autorités françaises ; et Ben Abdelmalek Ramdhane, adjoint de Ben M'hidi (1923-1957) en Oranie, tombé au champ d'honneur dans la région de Mostaganem.
- Le 8 novembre, Arrestation de Ahmed Zabana (1926-1956), officier de l'A.L.N (Armée de libération nationale) a Ain El Ferd dans la région de Sig par l’armée française ainsi que de Moulay Merbah a Alger.
- Le 20 novembre, Badji Mokhtar, tombé au champ d'honneur les armes a la main dans un engagement avec les forces françaises a Medjez Sfa.
- Le 26 novembre, Voyage du ministre de l’intérieur François Mitterrand en Algérie, il parle de 528 terroristes arrêtés dont 60% appartenaient au M.T.L.D.
- Le 29 novembre, Mort au champ d'honneur, de Grine Belkacem dans les grottes de Henza Ahmed où trois compagnies de parachutistes coloniaux du 18e R.I.P.C sous les ordres du général Gilles et du colonel Ducourneau, passent au peigne fin tous les recoins de la région.

### 1955, l’état d’urgence et la mobilisation du contingent
- Le 25 janvier, Jacques Soustelle est nommé gouverneur général avec pour mission de négocier des réformes avec les modérés algériens. Arrivé en Algérie (15 février), il est fraîchement accueilli par les Pieds-Noirs d'Alger. Le contingent français passe de 55 000 à 80 000 hommes.
- Le 3 mars, chute du gouvernement de Mendès France.
- Le 23 février, début du gouvernement de Edgar Faure
- Le 28 mars, Soustelle rencontre clandestinement une délégation du FLN.
- Le 3 avril, Edgar Faure promulgue l'état d'urgence en Algérie.
- Le 8 juillet, le FLN crée l'UGEMA (Union générale des étudiants musulmans algériens).
- 20 août 1955 : massacres du Constantinois. À l'initiative de Zighoud Youcef, les soldats de l'ALN font une démonstration de force et défilent armés dans le Constantinois mais le mouvement vire rapidement au massacre. Lors des affrontements 26 militaires sont tués, et 92 civils dont 71 européens sont massacrés[6].
- Le 23 août, le gouvernement riposte en décidant le rappel du contingent libéré et ainsi que le rappel du premier contingent de 1954. La répression par l'armée française, disproportionnée, fait plusieurs milliers de victimes[7], l'armée évoquant officiellement le nombre de 1 273 morts et le FLN 12 000.
- Le 30 septembre, le problème de la « question algérienne » a été inscrit à l’ordre du jour de l'Assemblée générale des Nations unies et la France est mise en accusation.

La France tente d’éviter l’internationalisation sous le prétexte des « opérations de police à l’intérieur des départements français » sous la juridiction et l’autorité du ministère de l’Intérieur français, alors qu'on dénombre près de 1 000 attentats. Cependant, du point de vue juridique, seuls les corps de police et de la gendarmerie nationale pouvaient être utilisés. Il était alors illégal de faire appel en dehors d’une guerre au contingent et à la Légion étrangère française, cette dernière ne pouvant combattre qu'en dehors du territoire français.

### 1956, les pouvoirs spéciaux, le congrès de la Soummam
Les élections anticipées en France donnent une majorité relative au Front républicain (gauche). Le nouveau président du Conseil, Guy Mollet est initialement partisan de l'indépendance, et même de l'indépendance rapide. Mais la journée dite des tomates et la difficulté d'obtenir une majorité parlementaire sur l'Algérie modifient sa position vers le triptyque « cessez-le-feu, élections, négociations », qui s'avère en pratique impossible à tenir. La répression contre le FLN et l'attaque de ses soutiens extérieurs (crise de Suez) continuent.
- Le 7 janvier, les oulémas publient un manifeste en faveur de l'indépendance.
- Le 22 janvier, Albert Camus appelle en vain à la trêve civile.
- Le 6 février, « Journée des tomates » : lors de l'installation du nouveau gouverneur, le général Catroux, Mollet est conspué à Alger. Il recule et place Robert Lacoste, plus proche des Pieds-noirs.
- Le 12 mars, le gouvernement Mollet fait voter la loi sur les « pouvoirs spéciaux » de l'armée. Cette dernière prend de plus en plus de pouvoirs jusque-là tenus par des civils (police, justice). Elle est adoptée par la plupart des groupes parlementaires, du Parti communiste au Centre national des indépendants et paysans (le plus grand parti de droite à l'époque).
- Le 11 avril, alors que l'Assemblée algérienne est dissoute, de nouveaux soldats du contingent sont envoyés. Il y a 400 000 soldats en juillet 1956 contre 200 000 en janvier 1956.
- Le 22 avril, Ferhat Abbas, Ahmed Francis et Tewfik El Medani rejoignent le FLN.
- Le Congrès de La Soummam est tenu le 20 août 1956 à Ifri-Ouzellaguen dans une petite maison berbère, dans le département de Béjaïa, une région montagneuse très difficile d'accès en Kabylie. C'est à ce congrès que les fondements de l'État algérien sont posés dans la plate-forme politique de la Soummam adoptée par le Front de libération nationale, organisé principalement par Abane Ramdane.

Le gouvernement Mollet se trouve embourbé dans un engrenage infernal : aux exactions de l'armée française, répondent les attentats du FLN, désormais aveugles.
- 10 août : Attentat à la bombe de la rue de Thèbes dans la Casbah d'Alger par des ultras de l'Algérie Française.
- 30 septembre : Attentats du FLN contre le Milk Bar et la Cafétéria.
- Le 22 octobre, l’avion d’Air Maroc, conduisant de Rabat à Tunis cinq des chefs historiques du FLN, est illégalement détourné dans l'espace international sur Alger. Hocine Aït Ahmed, Ahmed Ben Bella, Mohammed Boudiaf, Mohamed Khider et Mostefa Lacheraf sont arrêtés et demeurent emprisonnés jusqu’en 1962. Le général Salan est nommé commandant en chef de l'armée en Algérie (15 novembre).
- En novembre, la France qui soupçonne le colonel Nasser de soutenir en moyens et en armes le FLN s'engage dans la « campagne d'Égypte » ce qui gèle ses relations avec les pays Arabes et l'Union soviétique. La France sortira politiquement affaiblie de ce conflit[8].
- 5 décembre : Les conseils généraux d’Algérie et les municipalités régies comme les communes métropolitaines sont dissous.
- 28 décembre : assassinat par le FLN d'Amédée Froger, président de la Fédération des maires de l’Algérie et figure active de l'Algérie française. Son enterrement le 30 sera suivi par des milliers de personnes et dégénèrera en émeute au cours de laquelle se produiront des « ratonnades ».

### 1957, la bataille d’Alger, la torture, les barrages aux frontières, affrontement FLN-MNA
Les patrouilles des « forces de l’ordre » constituent la routine quotidienne de la gendarmerie pour protéger les grandes fermes isolées au début du conflit armé. Celui-ci s’intensifie en déplaçant la lutte vers le terrorisme urbain.
Le terrain aride et montagneux, allié à une faible densité de population, ne permet pas des combats de « partisans » avec la mobilité des dispersions et concentrations dans les batailles de la guerre d’Indochine. Par ailleurs, l'assignation d'une partie de la population musulmane dans des camps de regroupement et la mise en place de zones interdites rend l'implantation du FLN plus difficile dans les zones rurales. Il y a donc une tentation pour le FLN de déplacer les combats vers les centres urbains.
- 7 janvier : Le pouvoir civil, dépassé, fait appel à l'armée pour ramener le « calme » à Alger. C'est la bataille d'Alger, menée par le général Massu, qui voit les parachutistes (24 000 suspects arrêtés, plusieurs milliers d'exécutions sommaires : « corvée de bois »). L'utilisation massive de la torture est révélée par le livre La Question[9] qui sera interdit (18 février 1958). Courageusement, le général Pâris de la Bollardière demande à être relevé de son commandement le 28 mars 1957 pour protester contre les méthodes employées par l'armée. Il écopera d'une peine de 60 jours de forteresse (17 avril 1957).
- 16 janvier : Attentat au bazooka perpétré contre le général Salan par les ultras de l’Organisation de résistance de l’Algérie française.
- 28 janvier : En liaison avec les débats prévus à l’ONU sur la question algérienne, le FLN lance un mot d’ordre de grève générale de huit jours, qui est assez suivie.
- 11 février : exécution capitale de Fernand Iveton, membre du Parti communiste algérien, responsable d'une tentative d'attentat le 14 novembre 1956 qui n'avait causé ni dégâts, ni victimes.
- 23 février : Les parachutistes du colonel Bigeard capturent Larbi Ben M'hidi, coordonnateur des actions terroristes à Alger et héros algérien de la bataille d’Alger. Soumis à la torture, il sera assassiné quelques jours plus tard sur ordre du commandant Aussaresses qui le fera pendre (5 mars).
- 21 mai : Abandonné par la droite qui lui reproche sa politique financière et sociale, le gouvernement Mollet chute et il y a vacance du pouvoir pendant trois semaines. Il aura été le plus long de la IVe République (17 mois) sans pour cela parvenir à résoudre la crise en Algérie, qui s’est aggravée. Dans le livre Le Socialisme trahi, on lit les origines de la longévité du gouvernement Mollet : « La droite se tait parce que ses idées sont au pouvoir. La gauche se tait parce que ses hommes y sont » (A. Philip).

Les grands partis parlementaires sont dominés par les partisans de l'Algérie française : la SFIO avec Guy Mollet, le MRP avec Georges Bidault, les radicaux avec Martineau-Desplat, élu de Marseille où le grand négoce est attaché au marché algérien, les gaullistes avec Michel Debré, les indépendants (CNIP) avec le sénateur Borgeaud, un des plus riches propriétaires d'Algérie. Dans Le Courrier de la colère, journal défendant violemment l’Algérie française et appelant au retour du général de Gaulle au pouvoir, son propriétaire Michel Debré écrit : « Que les Algériens sachent bien que l’abandon de la souveraineté française en Algérie est un acte illégitime qui met ceux qui le commettent, ou s’en rendent complices, hors-la-loi et ceux qui s’y opposent, quel que soit le moyen employé, en état de légitime défense. » (2 décembre 1957). François Mitterrand écrit : « Sans l’Afrique, il n’y aura pas d’histoire de France au XXIe siècle. » (« http://www.african-geopolitics.org/show.aspx?ArticleId=3284 »(Archive.org • Wikiwix • Archive.is • Google • Que faire ?)) L'opposition à la torture et à la guerre est d'abord le fait d'intellectuels isolés, puis de petits groupes. Le PCF, au début hésitant, ne prendra position que dans les dernières années du conflit.
- 29 et 30 mai : Un commando du FLN massacre tous les hommes du village de Melouza en petite-Kabylie (Wilaya III) (315 morts). Le FLN se débarrasse de ses concurrents en liquidant les rares maquis MNA et en s'en prenant à ses militants (ce que les journaux français appellent des « règlements de comptes entre nord-africains »).
- 9 juin : À Alger, attentat revendiqué par le FLN au casino de la Corniche (8 morts).
- 21 juin : Maurice Audin, assistant en mathématiques à l'université d'Alger, membre du PCA est torturé à mort par les parachutistes. Il avait été arrêté le 11 juin par Philippe Erulin.
- 4 juillet : rencontre clandestine entre Germaine Tillion et le chef du FLN à Alger, Yacef Saadi, pour tenter de mettre fin à la spirale des exécutions capitales et des attentats aveugles.
- 1er septembre : L'armée française exerce un droit de suite en Tunisie. Sur la frontière avec la Tunisie, l'armée française construit une ligne de fortins reliés par des lignes de fer barbelées, des champs de mines et patrouillés par des trains blindés, la « Ligne Morice ».
- 12 septembre : Paul Teitgen, ancien résistant, catholique, qui s’est prononcé contre la pratique de la torture en Algérie, démissionne de son poste de secrétaire général de la police à Alger.
- 24 septembre, arrestation de Yacef Saadi, chef militaire de la zone autonome d'Alger.
- 30 septembre : Le gouvernement de Félix Gaillard fait voter une loi-cadre promettant le respect de la personnalité algérienne qui est repoussée par l’Assemblée nationale et refusée par le FLN.
- 20 décembre : À Tétouan (Maroc), le haut responsable du FLN algérien Abane Ramdane est assassiné par d’autres membres du FLN

### 1958, le13 mai, le retour du général de Gaulle, le GPRA, la bataille des frontières, le pétrole
- 8 février : l'armée française fait bombarder le village tunisien de Sakiet Sidi Youssef (à la frontière algéro-tunisienne) à la suite de plusieurs accrochages transfrontaliers entre l'armée française et des membres de l'ALN implantés en Tunisie. On compte 70 morts (dont 21 enfants) et 150 blessés (cf. l'article Bombardement de Sakiet Sidi Youssef). La Tunisie adresse un recours devant l'ONU. Le gouvernement Félix Gaillard chute le 15 avril. Alors que la situation devient explosive à Alger, personne ne se présente pour être président du Conseil.
- Début mai : Le gaulliste Jacques Chaban-Delmas organise un « complot » destiné à assurer le retour du général de Gaulle au pouvoir se met en place : des pétitions sont adressées au président Coty et les forces armées s’agitent dans les mess. Dans ses Mémoires pour demain (Flammarion, 1997), Chaban écrira à propos de la nomination de Léon Delbecque à son cabinet : « Nous combattions pour la même cause, le ministre en conduisant la politique qu’il estimait la plus conforme à l’intérêt de la nation, les conspirateurs en conspirant ».
- 10 mai : Le ministre-résident Robert Lacoste quitte l’Algérie : le pouvoir civil n’a plus de représentant à Alger. Quelques jours plus tôt (8 mai), il avait évoqué publiquement le danger d’un « Dien-Bien-Phû diplomatique » à la suite de la mise en accusation de la France par la Tunisie à propos de l’affaire de Sakiet Sidi Youssef.
- 12 mai : À Paris, après plusieurs semaines de crise ministérielle, Pierre Pflimlin (MRP) accepte de former un gouvernement. Ce dernier n'ayant pas caché sa volonté de trouver une solution négociée, sa nomination suscite l'inquiétude et la colère des Français d'Algérie.
- 13 mai : Les Français d’Algérie manifestent afin de protester contre l’exécution de trois prisonniers français par le FLN. À Alger, le siège du Gouvernement général (GG) est pris d'assaut :
  - Un mouvement préparé : l'assaut du gouvernement général a été organisé par plusieurs activistes, tels Robert Martel, agriculteur et président de l'Union Française Nord-Africaine (UFNA) Joseph Ortiz, patron de la Brasserie du Forum à Alger et Pierre Lagaillarde, avocat, réserviste parachutiste et président de l'AGEA (Association générale des étudiants d’Algérie), très active dans les manifestations. Après avoir le dépôt d’une gerbe au monument aux morts, la foule s’agite, chante La Marseillaise et scande : « Algérie française ! ». L’opération « Résurrection » est préparée : elle doit permettre aux parachutistes basés en Corse et venus d’Algérie de prendre de contrôle de la capitale. De Gaulle niera toujours avoir donné son aval à une telle entreprise.
  - Quelques milliers d’hommes, souvent armés, prennent la direction du palais du Gouvernement général. Les C.R.S. et les « paras » ne bronchent guère. Ces hommes pénètrent dans le bâtiment et se livrent au saccage des bureaux. Les hauts gradés de l’armée, le général Massu et le général Salan se rangent du côté des factieux et créent un Comité de Salut Public. Au soir du 13 mai, Félix Gaillard confie tous les pouvoirs à l’armée qui les conservera jusqu’en octobre 1958.

Au balcon du bâtiment du « G.G. » (Gouvernement général) le général Massu, commandant en chef à Alger, très populaire, accepte la présidence d’un Comité de Salut Public, le gaulliste Léon Delbecque étant vice-président. Le CSP entend exercer le pouvoir en Algérie jusqu’à ce qu’un gouvernement pro-Algérie française s’installe à Paris.
- 14 mai (2 h 45) : À Paris, comme prévu, l’Assemblée nationale investit Pierre Pflimlin comme nouveau président du Conseil.
- 14 mai : Le président de la République René Coty ordonne à l’armée de rentrer dans le devoir : il n’est pas obéi. À Alger, le général Salan déclare : « Je prends en main provisoirement les destinées de l’Algérie française ». Ainsi, tous les pouvoirs, civils et militaires en Algérie sont passés à l’armée.
- 15 mai : En Algérie, Salan prend la parole après plusieurs orateurs qui se sont adressés à la foule depuis le 13 mai et dit : « Nous gagnerons parce que nous l’avons mérité et que là est la voie sacrée pour la grandeur de la France. Mes amis, je crie “Vive la France ! Vive l’Algérie française !” ». Il s’apprête à quitter le micro mais Delbecque, vice-président du CSP, lui souffle : « Vive de Gaulle, mon général ! ». Il hésite, revient au micro et lance : « Vive de Gaulle ! » que la foule reprend. Selon l’historien André Siegfried, le 13 mai est « un 6-février qui a réussi ».
- 16 mai : des manifestations de « fraternisation » entre Européens et Musulmans ont lieu sur la place du Forum à Alger. À propos de ces événements, de Gaulle déclare le 6 juin 1958 à Mostaganem : « Il est parti de cette terre magnifique d'Algérie un mouvement exemplaire de rénovation et de fraternité. Il s'est élevé de cette terre éprouvée et meurtrie un souffle admirable qui, par-dessus la mer, est venu passer sur la France entière pour lui rappeler quelle était sa vocation ici et ailleurs… Il n'y a plus ici, je le proclame en son nom et je vous en donne ma parole, que des Français à part entière, des compatriotes, des concitoyens, des frères qui marchent désormais dans la vie en se tenant par la main »— Discours de Mostaganem, 6 juin 1958
- 17 mai : Persuadé que de Gaulle saura conserver l’Algérie française, Soustelle, après avoir échappé à la surveillance dont il fait l'objet, revient en Algérie.
- 24 mai : La Corse se soulève et forme un Comité de Salut Public qui se met du côté des insurgés d’Alger. Là encore, il s’agirait d’une manipulation de la part des partisans du retour du général de Gaulle.
- 27 mai : Le général de Gaulle se démarque des nombreuses velléités putschistes de certains militaires français. À 12 h, il fait publier un communiqué qui jette de l’huile sur le feu : « J’ai entamé hier le processus régulier nécessaire à l’établissement d’un gouvernement républicain ». Il traite de « braillards d’Alger » les hommes du 13-mai.
- 4 juin : Le président du Conseil de Gaulle effectue son premier voyage en Algérie, qui s’achèvera le 7 juin. Il s’agit pour de Gaulle, à peine investi, de montrer qu’il contrôle la situation. Il y affirme l’autorité de l’État et s’assure de l’obéissance des militaires. À Alger, s’adressant à la foule, il lance son fameux : « Je vous ai compris ! » sous les acclamations des Européens, phrase d’une « ambiguïté calculée » (B. Le Gendre) et propose l’égalité entre Européens et Algériens : « Dans toute l’Algérie, il n’y a qu’une catégorie d’habitants : il n’y a que des Français à part entière (…), avec les mêmes droits et les mêmes devoirs ». Il se garde cependant de prononcer les mots « Algérie française », sauf quelques jours plus tard, à Mostaganem, où il lâchera un malheureux « Vive l’Algérie française ! », ce qui conduira un an plus tard les Français d'Algérie à juger incompréhensibles les propositions de De Gaulle sur l'autodétermination.
- 9 juin : Sur décision de De Gaulle, le ministère de l’Algérie est rattaché à la présidence du Conseil. Ayant observé la réalité du terrain en Algérie, il déclare à son chef de cabinet Pierre Lefranc : « Nous ne pouvons pas garder l’Algérie. Croyez bien que je suis le premier à le regretter mais la portion d’Européens est trop faible ». Il va cependant poursuivre l’effort de « pacification », pour négocier en vainqueur militaire et faire d’un cessez-le-feu comme base à toute négociation, pour rallier le plus de personnes à la thèse d’une Algérie indépendante et pour tenter de conserver le Sahara, ses gisements de pétrole et ses bases militaires, dont celle de Reggane.
- 1er juillet : Le président du Conseil de Gaulle effectue son deuxième voyage en Algérie, qui s’achèvera le 3 juillet.
- 20 août : En Algérie, la direction du FLN est purgée par les dirigeants de l’ALN. En France, le gouvernement dissout l'Amicale générale des travailleurs algériens. En réponse, le CCE lance une vague d'attentats en métropole frappant plusieurs installations d'hydrocarbure et provoquant près d'une centaine de morts dont de nombreux policiers.
- 19 septembre : Le GPRA (Gouvernement provisoire de la République algérienne), formé sur le modèle du GPRF, est créé et s’installe au Caire (Égypte). Ferhat Abbas, qui en est nommé président, va établir des relations diplomatiques avec plusieurs pays étrangers. Plusieurs États arabes et africains reconnaissent le GPRA comme représentant l'Algérie. Parmi les pays non arabes, la république populaire démocratique de Corée (ou Corée du Nord) est le premier État à reconnaître officiellement le GPRA, auquel elle a apporté un soutien politique et militaire.
- 28 septembre : référendum sur la nouvelle Constitution qui est approuvée par 79 % de « oui » en métropole. En Algérie 96 % disent « oui » (75 % des 4 412 171 électeurs algériens inscrits) malgré les appels en faveur du boycottage lancé par le FLN. Il s'agit du premier scrutin auquel les femmes algériennes participent[10],[11]. Après les résultats du référendum en Algérie, de Gaulle déclare le 3 octobre à Constantine :

« Trois millions et demi d'hommes et de femmes d'Algérie, sans distinction de communauté et dans l'égalité totale, sont venus des villages de toutes les régions et des quartiers de toutes les villes apporter à la France et à moi-même le bulletin de leur confiance. Ils l'ont fait tout simplement sans que nul ne les y contraigne et en dépit des menaces que des fanatiques font peser sur eux, sur leurs familles et sur leurs biens. Il y a là un fait aussi clair que l'éclatante lumière du ciel. Et ce fait est capital… pour cette raison qu'il engage l'une envers l'autre et pour toujours l'Algérie et la France. »

- 3 octobre : De Gaulle propose le plan de Constantine afin d'instaurer à terme une égalité entre les différentes communautés d'Algérie. Puis il offre la « paix des braves » aux insurgés le 23 octobre. Mais le GPRA, nouvellement créé, la refuse.
- 19 décembre : De Gaulle sépare les pouvoirs civils et militaires en nommant le délégué général Delouvrier et le général Challe comme successeurs du général Salan.

### 1959, le droit à l’autodétermination, le plan Challe
Le général Challe lance le plan du même nom : plan Challe qui aboutit à une victoire militaire sur le terrain sans que la situation politique ne s'améliore, le fossé se creusant entre les communautés et les critiques internationales continuant. Le FLN constitue une armée des frontières en Tunisie.
- Février 1959 : rapport de Michel Rocard sur les camps de regroupement.
- 29 mars 1959 : mort de Amirouche Aït Hamouda, chef de la wilaya 3, et de Si El Haouès, chef de la wilaya 6, lors d'un affrontement avec l'armée française, alors qu'ils se rendaient à Tunis pour y contester le rôle du GPRA.
- du 27 août au 30 août, voyage du général de Gaulle en Algérie, au cours duquel il évoque la participation des Algériens à leur avenir, sans prononcer le mot « autodétermination ».
- 16 septembre 1959 : le général de Gaulle évoque publiquement une autre voie que la seule victoire militaire, parlant dans son discours de septembre, du « droit des Algériens à l'autodétermination » et proposant trois solutions : sécession, francisation ou association, ce qui va enflammer les milieux Algérie française.

Les Français d'Algérie sont indignés de cette déclaration qu'ils considèrent contraire aux engagements pris à l'issue du 13 mai 1958 et de l'arrivée au pouvoir du général de Gaulle. De nombreux militaires ne comprennent pas qu'une solution autre que française puisse être proposée alors qu'ils se sont battus depuis quatre ans contre le FLN.

### 1960, la semaine des barricades, les premières négociations à Melun
Malgré le maintien d'une armée de 400 000 hommes en Algérie (les États-Unis avaient 500 000 hommes au Viêtnam au plus fort des opérations militaires), la solution militaire s’avère une impasse sans solution politique. Mais celle proposée par de Gaulle enflamme les Français d'Algérie. De manifestations en contre-manifestations, une nouvelle journée d'insurrection se prépare, organisée principalement par Joseph Ortiz et Jean-Jacques Susini, qui nouent des contacts avec certains membres de l'armée. La semaine des barricades débute le 24 janvier 1960, et a pour cause immédiate le rappel de Massu. Pour la première fois, des Français tirent sur d'autres Français, le bilan s'élevant à 20 morts et près de 150 blessés le soir même.
- 29 janvier : Dans un discours radiotélévisé, le président de Gaulle exige l’obéissance de tous les Français. Deux jours plus tard, le général Challe parvient à rétablir l'ordre, malgré une partie de ses subordonnés favorables aux insurgés.
- janvier : le GPRA crée en son sein un comité interministériel de la défense, doté d'un état-major général (EMG). L'EMG prendra petit à petit de plus en plus d'indépendance vis-à-vis du GPRA, marquant la montée en puissance d'un de ses dirigeants, Houari Boumédiène.
- 13 février : L’opération « Gerboise bleue » correspond à l’explosion de la première bombe A française à Reggane (Sahara français).
- 29 février : À Tunis, Ferhat Abbas, au nom du GPRA, fait une déclaration afin de demander l’ouverture de pourparlers.
- Du 3 au 5 mars : Dans une « tournée des popotes » en Algérie, de Gaulle lie les négociations à une victoire militaire. Il mute le général Challe en métropole.
- 9 avril : Les étudiants de l’UNEF votent une motion réclamant des négociations avec le FLN pour un cessez-le-feu et l’autodétermination.
- 24 mai : arrestation et torture de Saadia Mebarek[13].
- 10 juin : Une tentative de paix des braves a lieu : trois représentants des wilaya de l'intérieur (Si Salah, Si Lakhdar et Si Mohammed) rencontrent de Gaulle à l'Élysée à l'insu du GPRA. Rien ne débouchera mais Si Salah mourra quelque temps plus tard dans une escarmouche. En fait, d'autres combattants opposés à ce projet avaient mis fin à cette tentative[14].
- 14 juin : dans un discours, de Gaulle réitère son appel à un arrêt des combats, suivi par un vote du peuple algérien sur son avenir.
- 16 juin : le FNF de Joseph Ortiz ayant été dissous et la plupart de ses dirigeants ayant été arrêtés, un nouveau mouvement est créé, le Front de l’Algérie française (FAF).
- 24 juin : une délégation du GPRA, conduite par Ahmed Boumendjel, arrive à Melun pour négocier avec des représentants du gouvernement français. Mais la France propose une négociation progressive, (cessez-le-feu préalable à une autodétermination du peuple algérien), alors que ses interlocuteurs souhaitent une solution globale, tant militaire que politique. Aucun accord n'est trouvé, les négociations échouent. Mais les partisans de l'Algérie française accuseront le pouvoir gaulliste de renoncer à toute solution française.
- 12 août : Deux soldats français sont condamnés à mort par le FLN.
- 5 septembre : Début du procès des membres du réseau Jeanson.
- 6 septembre : Publication du Manifeste de 121 personnalités françaises sur le droit à l’insoumission dans la « guerre d’Algérie ». Ces personnes seront interdites de radio et de télévision et les fonctionnaires suspendus de leur poste.
- 14 septembre : Le général Salan prend position contre la politique algérienne de De Gaulle. Il lui est interdit de se rendre en Algérie.
- 14 octobre : L’assemblée des cardinaux et des évêques de France condamne à la fois l’insoumission et les outrages à la personne humaine.
- 21 octobre : Quelques intellectuels comme Roland Dorgelès, Antoine Blondin, Roger Nimier ou Jules Romains publient dans Carrefour un manifeste contre le FLN, qualifié de « minorité fanatique, terroriste et fasciste ».
- 4 novembre : De Gaulle annonce la tenue d’un référendum sur l’autodétermination, prononce les mots d'« Algérie algérienne » et évoque un futur « gouvernement de la République algérienne ».
- 5 décembre : Certains dirigeants activistes de l’Algérie française, dont Pierre Lagaillarde et Jean-Jacques Susini, s’enfuient en Espagne et y rejoignent le général Salan. Des contacts en Algérie sont pris par l'intermédiaire du capitaine Pierre Sergent avec le général Jouhaud et le FAF clandestin pour préparer une nouvelle journée d'action lors de la prochaine visite du général de Gaulle en Algérie.
- du 9 au 12 décembre : Voyage de De Gaulle en Algérie donnant lieu à des manifestations hostiles des Français d'Algérie. Des menaces d'attentat se précisent. De violentes émeutes opposent les deux communautés algériennes. À l’issue du voyage, le bilan officiel est de 127 personnes tuées, dont 8 Européens, et 600 blessés. Le FAF est interdit.

### 1961, l’OAS, le putsch, les négociations à Lugrin, arrêt des opérations offensives

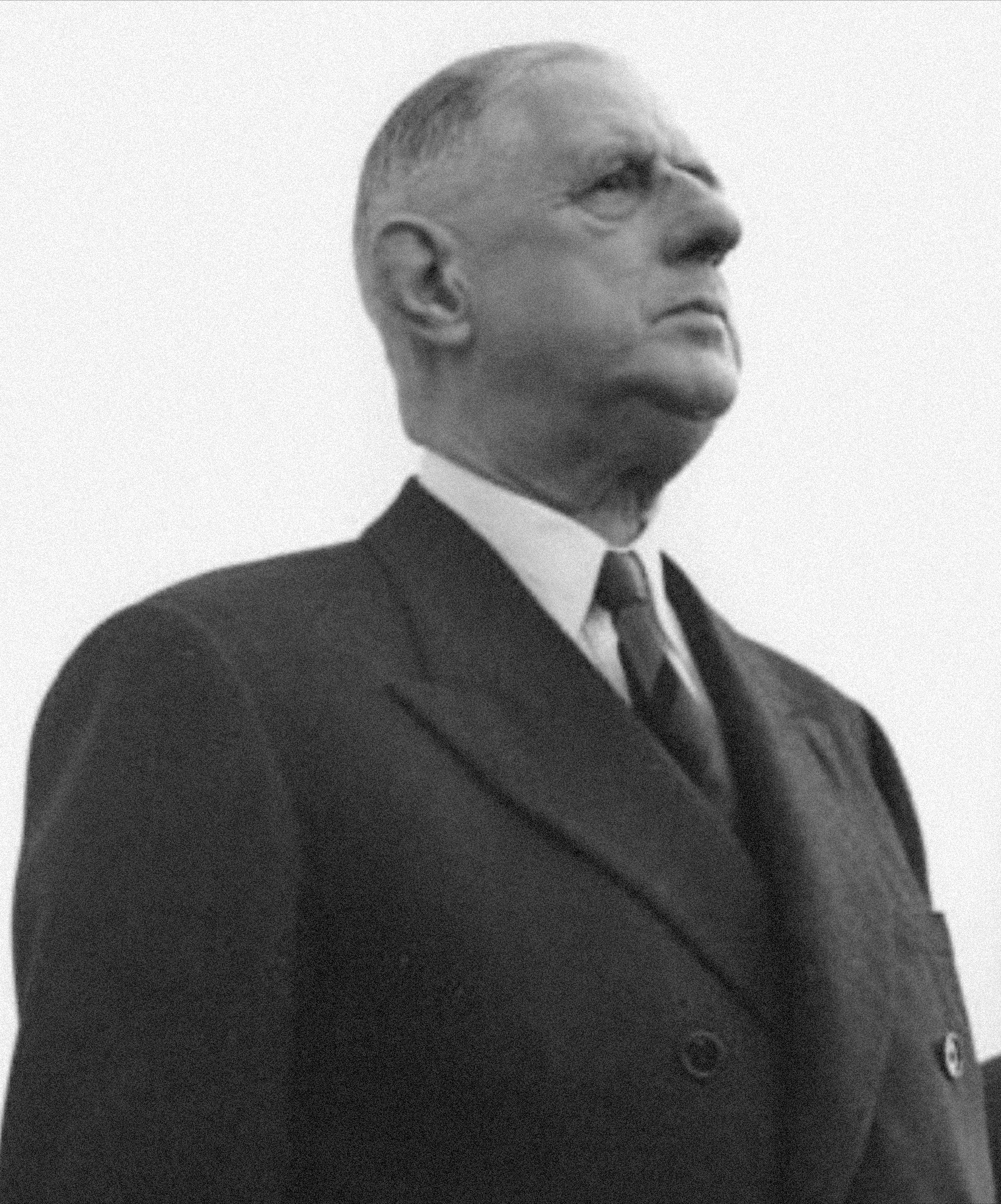
Président Charles de Gaulle en 1961.

- 8 janvier : Lors du référendum sur l’autodétermination de l’Algérie organisé par le président de Gaulle, le « oui » l’emporte avec 75,25 % des suffrages exprimés en métropole et 69,09 % en Algérie. Un discours de De Gaulle reconnaît alors le principe de l’indépendance de l’Algérie.

La nouvelle orientation de la politique française eut pour effet d’exaspérer les Pieds-Noirs ainsi que l’armée et de pousser un certain nombre de partisans de l’Algérie française à entrer dans la clandestinité.
- Février : des membres de l'armée s'allient avec des ultras civils afin de fonder l’Organisation armée secrète (OAS) qui va lancer une violente campagne de meurtres et d'attentats, surtout à Alger et Oran.
- 2 mars : À l’issue du procès des protagonistes de la semaine des barricades, Pierre Lagaillarde est condamné à 10 ans de prison.
- 31 mars, assassinat par l'OAS du maire d'Évian, Camille Blanc, qui a accepté que des négociations avec le GPRA se déroulent dans sa ville.
- 3 avril : Messali Hadj confirme son refus de s’effacer devant le FLN.
- 11 avril : Dans un discours, le président de Gaulle évoque le futur de l’Algérie en tant qu’État-nation souverain.
- 22 avril : Le pouvoir militaire tente un putsch afin de renverser de Gaulle sur le modèle du 13 mai 1958 (putsch des généraux). Contrairement à ce qui a été dit, les putschistes, déterminés à sauvegarder l'Algérie française ne prévoyaient pas d'envahir la France. Le putsch échoue après que De Gaulle en appelle aux civils et aux appelés.
- 20 mai : Ouverture officielle à Évian des pourparlers avec le GPRA. Une trêve unilatérale des combats décidée par la France a lieu durant un mois. Les négociations butent sur le statut des Français d'Algérie et sur le Sahara, où du pétrole a été découvert.
- du 1er juillet au 5 : manifestations indépendantistes en Algérie, sévèrement réprimées. Le bilan est de plusieurs dizaines de morts et centaines de blessés.
- 12 juillet : À la suite de l'échec des négociations, le président de Gaulle se prononce pour un État algérien mais aussi pour une partage du territoire afin de pouvoir regrouper les Pieds-Noirs et de conserver le Sahara dans le giron français. Les troupes françaises entament leur retrait.
- 15 juillet : Attentat de l’OAS contre Léon Étienne Duval, archevêque d’Alger, surnommé « monseigneur Mohammed » par les « petits Blancs » d’Algérie.
- 1er septembre : L’OAS revendique de nombreux attentats en métropole.
- 8 septembre : Un attentat manqué contre le président de Gaulle se produit à Pont-sur-Seine (Aube).
- 17 octobre : À la suite d’un couvre-feu imposé aux « Français musulmans » de métropole (5 octobre), une manifestation du FLN est brutalement réprimée par la police : plusieurs dizaines d’Algériens sont jetés dans la Seine. Le préfet de police Maurice Papon ne démissionne pas. « Regrettable mais secondaire », dira de Gaulle.
- 1er novembre : Ahmed Ben Bella entame une grève de la faim en prison pour obtenir le statut de prisonnier politique.
- fin novembre : un groupe gaulliste anti-OAS, le MPC, est mis en place à Alger. Leurs membres seront qualifiés de barbouzes. La presse se fera l'écho des affrontements MPC-OAS menés en dehors de tout cadre légal.
- 19 décembre : Des manifestations en métropole contre l’OAS et pour la paix en Algérie font une centaine de blessés.

### 1962, les accords d’Évian, l’exode et l’indépendance
- 24 janvier : Pour l’« anniversaire » de la « semaine des Barricades » d’Alger, l'OAS commet 22 attentats, dont un au domicile de Hubert Beuve-Méry, directeur du journal Le Monde.
- 8 février : Une manifestation organisée par la Gauche à Paris contre les attentats de l’OAS, qui se produit malgré l’interdiction du gouvernement, est brutalement réprimée par la police : on compte 8 morts à la station de métro Charonne.
- 13 février : Une immense manifestation pour l’enterrement des victimes de Charonne réunit près de 500 000 Parisiens au cimetière du Père-Lachaise.
- 25 février : Après 3 jours de ratonnades et d’attentats à Alger, on compte 109 morts.
- 4 mars : Reprise des négociations officielles à Évian.
- 15 mars : L’OAS commet des attentats contre plusieurs responsables de centres sociaux d’Alger, dont l’écrivain Mouloud Feraoun.
- 18 mars, à la suite des accords d'Évian, le président Charles de Gaulle annonce à la RTF le cessez-le-feu et la tenue prochaine d'un référendum en métropole concernant l'autodétermination de l'Algérie. Il sera suivi d'un second référendum au collège unique en Algérie.

Les accords d'Évian sont finalement signés et mettent officiellement fin aux combats entre les troupes françaises et l'ALN.

#### Les derniers feux de l’OAS
- 23 mars : Le gouvernement prononce un décret d’amnistie pour les condamnés algériens (environ 20 000).

Rejetant le cessez-le-feu proclamé le 19 mars par le président Charles de Gaulle, l'OAS se retranche dans son bastion de Bab El Oued, quartier d'Alger et tente d'empêcher l'indépendance en multipliant les meurtres et les attentats, en interdisant aux Pieds-Noirs de déménager. Alger se polarise définitivement entre quartiers européens et musulmans à la suite de ce déchaînement de violence. Le but inavoué est de pousser la masse musulmane excédée à s'en prendre aux Européens afin de faire « basculer » l'armée[réf. nécessaire].
Le 23 mars, l'OAS tire sur des policiers et ouvre le feu sur des appelés du contingent, tuant sept d'entre eux. Le quartier de Bab El Oued est bloqué par l'armée. La bataille de Bab El Oued qui s'ensuit donne lieu à une lutte franco-française entre commandos Delta et gardes mobiles. Bientôt l'aviation de l'aéronavale pilonne les bâtiments occupés par l'OAS, tandis que les chars de l'armée française prennent position dans le quartier en état de siège. Cependant des officiers favorables à l’Algérie française laissent les commandos Delta de l'OAS fuir le quartier. Les militaires procèdent ensuite à la fouille du quartier. Les mois de tension (attentats, meurtres de sympathisants) conduisent à quelques violences contre les civils.
- 25 mars : Arrestation du général Jouhaud.
- 26 mars : Une manifestation de Pieds Noirs ayant pour but de forcer le blocus militaire de Bab El-Oued est mitraillée par l'armée française. Les tirailleurs placés sur la route du convoi sont épuisés par des mois de guerre et ouvrent le feu par erreur ; c'est la fusillade de la rue d'Isly (26 mars 1962) qui fera environ 80 morts et 200 blessés côté manifestants.
- 8 avril : Référendum sur les accords d'Évian se déroulant dans la seule métropole et ouvrant la voie au référendum sur l'indépendance de l Algérie.
- 20 avril : Arrestation du général Salan.
- 1er juillet : Référendum sur l'indépendance de l'Algérie organisé en application des accords d’Évian dans les seuls départements français d'Algérie et dont le résultat (99,7 % de « oui ») scelle leur disparition.
- 3 juillet : à la suite du référendum du 1er juillet, le GRPA proclame l'indépendance de l’Algérie.
- 5 juillet, trois mois après les accords d'Évian, le président de Gaulle annonce officiellement, par la voie d'un télégramme, la reconnaissance d'un nouvel État indépendant, la République algérienne[15].
- 22 août : attentat contre de Gaulle au Petit-Clamart, perpétré par l'OAS.

#### L’exode des Pieds-Noirs
Cet exode concerne trois groupes :
- les « colons » sont des propriétaires de grands domaines céréaliers ou viticoles avec leurs ramifications dans les « grandes affaires » et la « haute administration ». Ils se reconvertissent en métropole ainsi qu'à l'étranger dans les industries agro-alimentaires ;
- les Pieds-Noirs forment les classes moyennes et prolétaires, ils sont pêcheurs, fermiers, commerçants, artisans, employés ou simples ouvriers ;
- les Harkis continuent de souffrir, des décennies après.

La très grande majorité des Pieds-Noirs fuient l'Algérie à la veille de son indépendance, alors que le gouvernement pensait qu’ils resteraient majoritairement en Algérie. Cela est rendu difficile à la suite des mitraillages du FLN dans les lieux publics fréquentés principalement par les Pieds-noirs (non-respect de l'engagement sur les garanties pris par le FLN dans le Chapitre II-Article II des accords d'Évian>) et au climat de haine entretenu par l'OAS. La plupart des Harkis sont abandonnés sur place et le gouvernement interdit de les rapatrier en métropole. Le 12 mai 1962, un télégramme confidentiel du Ministre de la Défense, Pierre Messmer, sanctionne les officiers français qui enfreignent les consignes de Paris et embarquent clandestinement des Harkis en direction de la métropole.
En 1959, les Pieds-Noirs sont au nombre de 1 025 000, ils représentent 85 % de la population d’ascendance européenne et 15 % de juifs et comptent pour 10,4 % de la population totale algérienne. En 1962, ils sont 900 000 à quitter en quelques mois seulement l’Algérie.
Le gouvernement français n’a pas prévu un phénomène d'une telle ampleur, ayant estimé un transfert de population de 200 000 à 300 000 personnes qui auraient choisi temporairement la métropole. Environ 100 000 choisissent de rester en Algérie, qu’ils quittent progressivement dans les années 1960 et 70.
Le drame des Harkis est également douloureux. Ces Algériens musulmans ayant servi les autorités françaises (service militaire comme combattant et service civil comme administrateur) combattent comme supplétifs de l'armée française d’Algérie. D’après les estimations françaises, en 1962, ils sont environ 236 000. D’autres estimations donnent un nombre plus élevé en prenant en compte le personnel civil ou administratif. Ce qui donnerait une totalité d’environ 400 000. Des instructions sont d’abord données pour interdire leur retour. En 1962, environ 91 000 Harkis sont amenés en France par des officiers de l'armée malgré la politique française qui s’y oppose. Ceux qui sont restés sont torturés ou massacrés sans pitié après que l'armée française les ait désarmés.